# Stephen Thomas Erlewine
Stephen Thomas Erlewine (Michigan, 1973. június 18. –) amerikai zenei kritikus, az AllMusic szenior szerkesztője. Ő a szerzője több életrajznak és kritikának az Allmusic oldalán, ezen felül szabadúszó íróként is dolgozik, gyakran közreműködik zenei albumok kísérőszövegének megírásában. Ő a frontembere és gitárosa a Do What? nevű együttesnek. Unokaöccse az All Music Guide alapítójának, Michael Erlewine-nak. A Michigani Egyetemen tanult, ahol a zenei szerkesztője (1993-94), majd művészeti szerkesztője (1994-95) volt az iskolai újságnak, a The Michigan Daily-nek. Több könyv megírásában is közreműködött, úgy mint: All Music Guide to Rock: The Definitive Guide to Rock, Pop, and Soul, és All Music Guide to Hip-Hop: The Definitive Guide to Rap & Hip-Hop.